# Johann Gottlob Töpfer
Johann Gottlob Töpfer (Niederroßla, Turíngia, 4 de desembre de 1791 - Weimar, 8 de juny de 1870) fou un organista, musicògraf i compositor alemany.
S'assenyalà com a organista excepcional, component nombroses obres relacionades amb aquest instrument en què fou mestre insuperat en la seva època i en la que tingué alumnes com Alexander Winterberger (1834-1914).
D'entre aquestes obres destaquen:
- Die Orgelbaukunst (1833);
- Die Scheiblersche Stimmethode, (1842);
- Die Orgel, Zweck und Beschaffenheit ihrer Teile, (1843);
- Organistenschule, (1845);
- Lehrbuch der Orgelhaukunst, (1856), amb dos apèndixs de Max Allihn.

També va compondre diverses peces per a orgue, la cantata Die Orgelweihe, una sonata per a flauta i piano i un Trio per a piano i instruments d'arc.